# Nuxia isaloensis
Nuxia isaloensis är en tvåhjärtbladig växtart som beskrevs av Paul Albert Jovet. Nuxia isaloensis ingår i släktet Nuxia och familjen Stilbaceae. Inga underarter finns listade i Catalogue of Life.